# Ryszard Bogucki
Ryszard Bogucki (ur. 1969) – polski przedsiębiorca, gangster skazany na łączną karę 25 lat więzienia za zabójstwo w 1999 r. Andrzeja Kolikowskiego ps. „Pershing” oraz podejrzany o zabójstwo byłego Komendanta Głównego Policji nadinsp. Marka Papały w 1998 r.

## Życiorys

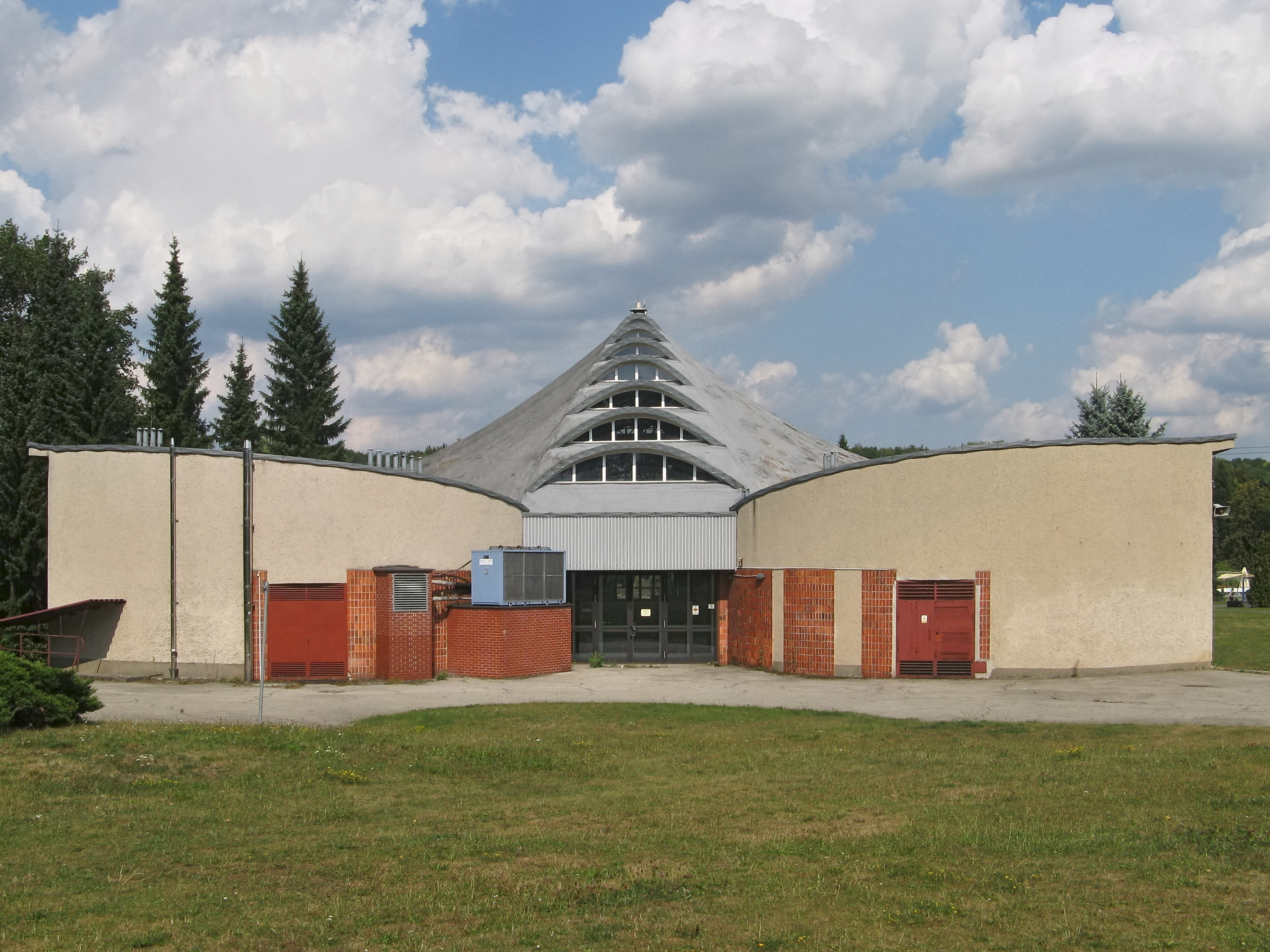
Hala wystawowa Kapelusz w Chorzowie, w której odbyła się wystawa samochodów High Life

Absolwent technikum elektromechanicznego i niedoszły student sinologii.
Ryszard Bogucki był biznesmenem, właścicielem sklepów, kantorów, hoteli w Cieszynie i Szczecinie, współwłaścicielem firmy High-Life, sprzedającej samochody marki Ferrari, Porsche czy Rolls-Royce.
W 1992 r., Ryszard Bogucki był głównym sponsorem wyborów Miss Polonia. W tym samym roku ożenił się z Elżbietą Dziech, zwyciężczynią konkurencyjnego konkursu Miss Polski 1992 (małżeństwo to było później głośno komentowane w mediach). Małżeństwo zakończyło się rozwodem w 1997 r. Za szczególne zasługi dla gospodarki i prężne wejście w branżę hotelarską przyznano mu prestiżową nagrodę Srebrnego Asa Polskiego Biznesu.

## Kariera kryminalna
W połowie lat 90. stanął przed sądem za wyłudzenia i oszustwa. W areszcie poznał gangstera Ryszarda Niemczyka ps. Rzeźnik. Wtedy to zdaniem śledczych nawiązał współpracę z członkami mafii pruszkowskiej.
Według prokuratury w 1998 r. współorganizował zamach w Warszawie na generała komendanta głównego policji Marka Papałę, a rok później dostał zlecenie zabicia szefa mafii pruszkowskiej Andrzeja Kolikowskiego ps. Pershing, w zamian za wejście do zarządu gangu. W grudniu 1999 r. w Zakopanem Bogucki wraz z Ryszardem Niemczykiem dokonali egzekucji na Pershingu na oczach kilkudziesięciu świadków i uciekli.
Poszukiwany listem gończym, został zatrzymany w styczniu 2001 r. w Meksyku. W Meksyku w kurorcie Cancún razem z Ryszardem Boguckim została zatrzymana również Karolina N., skazana następnie na karę 2 lat pozbawienia wolności z warunkowym zawieszeniem wykonania kary na okres próby lat pięciu.
W 2007 r. Ryszard Bogucki został skazany prawomocnym wyrokiem na karę 25 lat pozbawienia wolności za udział w zabójstwie Andrzeja Kolikowskiego.
W lutym 2010 r. w Sądzie Okręgowym w Warszawie odbyła się rozprawa w sprawie zabójstwa byłego Komendanta Głównego Policji nadinsp. Marka Papały, na ławie oskarżonych zasiedli Andrzej Zieliński, ps. „Słowik” i Ryszard Bogucki. 31 lipca 2013 r. Sąd Okręgowy w Warszawie uniewinnił Ryszarda Boguckiego i Andrzeja Zielińskiego, ps. „Słowik” od zarzutów w sprawie zabójstwa byłego Komendanta Głównego Policji nadinsp. Marka Papały. W związku z niesłusznym tymczasowym aresztowaniem przez okres dziewięciu lat Bogucki w 2013 r. wystąpił o zadośćuczynienie w wysokości 9 milionów złotych. Sąd Okręgowy w Warszawie 2 lutego 2017 r. przyznał Boguckiemu zadośćuczynienie w wysokości 264 tys. złotych, jednak 5 lipca 2017 r. sąd apelacyjny obniżył ostatecznie jego wysokość do 30 tys. zł.
Karę za zabójstwo Kolikowskiego odbywa w Zakładzie Karnym w Herbach. W 2022 Sąd Okręgowy w Częstochowie nieprawomocną decyzją zwolnił Boguckiego z odbywania dalszej kary, argumentując, że przeszedł on proces resocjalizacji. Decyzja ta została następnie zaskarżona przez prokuraturę, a w konsekwencji uchylona przez Sąd Apelacyjny w Katowicach. Koniec kary Boguckiego jest przewidziany na 8 stycznia 2026.